# Lorenzo Carnelli
Lorenzo Carnelli (Montevideo, 6 de enero de 1887-Montevideo, 4 de octubre de 1960) fue un abogado y político uruguayo perteneciente al Partido Nacional.

## Biografía
Diputado electo por Montevideo en 1913, aunque no ocupó su banca; posteriormente fue elegido por Durazno en 1917; integró la Asamblea Constituyente en 1916 y 1919; en 1921 fue miembro del Directorio de la Caja de Jubilaciones.
En su labor parlamentaria cabe destacar: ley de la Caja de Jubilaciones y Pensiones, ley de trabajo nocturno, ley de vivienda decorosa, prevención de accidentes, descanso semanal, licencia obligatoria, salario vacacional, además de su prédica por la acción organizada de los trabajadores en los sindicatos. Se afiliaba ideológicamente a los postulados del socialismo utópico; admiraba a Robert Owen, Charles Fourier y Louis Blanc.[cita requerida] Aun siendo blanco, era pues cercano en su pensamiento al batllismo, aunque considerándose "adelantado a éste en ideas".
Es recordado por su ruptura con el Partido Nacional, para fundar el Partido Blanco Radical (1925-1933). Una notoria consecuencia de las mismas, se vio en las elecciones de 1926, en las cuales perdió Luis Alberto de Herrera por apenas un 1%, y habiendo obtenido Carnelli un 2,2%.
Escribió varias obras de carácter jurídico, entre las cuales se destacan Cuestiones de procedimiento civil, La premeditación en el Código Penal uruguayo; y obras de carácter historiográfico, como Oribe y su época o sus notas sobre Pablo de María.
Fundó el diario El Pueblo en 1921.